# Nagroda Nikkan Sports Film Nagroda Yūjirō Ishihary
Nagroda Nikkan Sports Film Nagroda Yūjirō Ishihary to nagroda przyznawana podczas Nagród Nikkan Sports Film. Nazwana jest na cześć japońskiego aktora i piosenkarza Yūjirō Ishihary.

## Lista zwycięzców
| Ceremonia | Rok  | Film                                                     | Reżyser             |
| --------- | ---- | -------------------------------------------------------- | ------------------- |
| 1         | 1988 | Jedwabny szlak                                           | Junya Satō          |
| 2         | 1989 | Rikyu                                                    | Hiroshi Teshigahara |
| 3         | 1990 | Pod severnym siyaniyem                                   | Toshio Gotō         |
| 4         | 1991 | Daiyukai                                                 | Kihachi Okamoto     |
| 5         | 1992 | Szkarłatny pilot                                         | Hayao Miyazaki      |
| 6         | 1993 | Waga ai no uta Taki Rentaro monogatari                   | Shinichiro Sawai    |
| 7         | 1994 | Hero Interview                                           | Michio Mitsuno      |
| 8         | 1995 | Kura                                                     | Yasuo Furuhata      |
| 9         | 1996 | Gakkō II                                                 | Yōji Yamada         |
| 10        | 1997 | Księżniczka Mononoke                                     | Hayao Miyazaki      |
| 11        | 1998 | Hana-bi                                                  | Takeshi Kitano      |
| 12        | 1999 | Sowi Zamek                                               | Masahiro Shinoda    |
| 13        | 2000 | Whiteout                                                 | Setsurō Wakamatsu   |
| 14        | 2001 | Hotaru                                                   | Yasuo Furuhata      |
| 15        | 2002 | Hi wa Mata Noboru                                        | Kiyoshi Sasabe      |
| 16        | 2003 | Odoru daisosasen the movie 2: Rainbow bridge wo fusaseyo | Katsuyuki Motohiro  |
| 17        | 2004 | Half a Confession                                        | Kiyoshi Sasabe      |
| 18        | 2005 | Tu zawsze świeci słońce                                  | Takashi Yamazaki    |
| 19        | 2006 | Yamato                                                   | Junya Sato          |
| 20        | 2007 | Miłość i honor                                           | Yōji Yamada         |
| 21        | 2008 | The Climber's High                                       | Masato Harada       |
| 22        | 2009 | Tsurugidake: ten no ki                                   | Daisaku Kimura      |
| 23        | 2010 | Umizaru 3: The Last Message                              | Eiichirō Hasumi     |
| 24        | 2011 | The Detective Is in the Bar                              | Hajime Hashimoto    |
| 25        | 2012 | Najdroższy                                               | Yasuo Furuhata      |
| 26        | 2013 | Chłopiec zwany H                                         | Yasuo Furuhata      |
| 27        | 2014 | Rurōni Kenshin                                           | Keishi Ōtomo        |
| 28        | 2015 | The Emperor in August                                    | Masato Harada       |
| 29        | 2016 | Saraba Abunai Deka                                       | Tōru Murakawa       |
| 30        | 2017 | Koniec wściekłości                                       | Takeshi Kitano      |
| 31        | 2018 | Jednym cięciem                                           | Shinichirō Ueda     |
| 32        | 2019 | The Great War of Archimedes                              | Takashi Yamazaki    |
| 33        | 2020 | Demon Slayer: Mugen Train                                | Haruo Sotozaki      |
| 34        | 2021 | Baragaki: Unbroken Samurai                               | Masato Harada       |
| 35        | 2022 | Kingdom 2: Far and Away                                  | Shinsuke Sato       |
| 36        | 2023 | The First Slam Dunkn                                     | Takehiko Inoue      |